# Resurrection River
Der Resurrection River ist ein etwa 48 Kilometer langer Fluss auf der Kenai-Halbinsel im Süden des US-Bundesstaats Alaska.

## Verlauf
Er entspringt zwischen Upper Russian Lake und Cooper Lake in den Kenai Mountains, fließt in südöstlicher Richtung und mündet unmittelbar nordöstlich von Seward in die Resurrection Bay, eine Bucht des Golfs von Alaska.
Der Großteil des Verlaufs liegt im Kenai-Fjords-Nationalpark. Die Exit Glacier Road, die Zufahrt zum Exit-Gletscher, verläuft parallel zum Unterlauf des Resurrection River.
Am Zusammenfluss mit dem Placer Creek, einem rechten Nebenfluss, wurde in kleinem Umfang nach Gold geschürft.